# 西斗铺镇
西斗铺镇，是中华人民共和国内蒙古自治区包头市固阳县下辖的一个乡镇级行政单位。

## 行政区划
西斗铺镇下辖以下地区：
新民社区、新民村、大六分子村、张发地村、南头份子村、十八顷壕村、大二分村、十四分子村、刘伟壕村、忽鸡兔村、赵碾房村、三分子村和红泥井村。